# 鄭同僚
鄭同僚，臺灣澎湖縣馬公市案山里人，現為國立政治大學教育學系副教授，曾任公共電視文化事業基金會董事長、華視董事長。長年關心偏鄉教育和教育改革，並實際參與實驗教育推動。2012年創辦台北同心華德福實驗教育機構，2016年創辦台北市影視音實驗教育機構。2015年起，因擔心小校被廢，偏鄉孩子受教權受害，並擔任政大偏鄉學校型態實驗教育推動中心計畫主持人，開始推動混齡教育，協助小校轉型。2016年偏鄉學校型態實驗教育推動中心更名為臺灣實驗教育推動中心，仍擔任計畫主持人，除帶領中心團隊繼續推動小校轉型，也協助全國各地實驗教育推動。2018年起，另與毅宇基金會合作，於政大成立臺灣蒙特梭利教育基地，透過師資培訓、講座、論壇、工作坊，以及專案輔導公校轉型等方式，積極推動蒙特梭利教育公共化。2022年在公民連署平台發起全面禁止抱卵母蟹連署，七天內獲得超過五千位公民連署，促使農委會漁業署修改蟳蟹捕抓管制相關法規，確定於2022年起，每年8月1日至12月31日全國禁止捕抓抱卵母蟹。

## 學歷
- 國立政治大學教育學系學士、碩士
- 美國威斯康辛麥迪遜大學（UW-Madison）教育行政系科學碩士
- 美國威斯康辛麥迪遜大學（UW-Madison）教育行政系哲學博士

## 經歷
- 國立政治大學教育學系專任副教授
- 國立政治大學教育學程中心主任
- 教育創造力計畫推動辦公室主任
- 教育部十二年國教推動小組委員
- 教育部高中優質化方案召集人
- 社區大學全國促進會理事
- 臺灣另類教育學會理事長
- 新北市種籽實驗小學計畫主持人、教學總顧問
- 台北市華德福教育推廣協會理事長
- 台北市同心華德福實驗教育機構執行長
- 誠致基金會董事
- 信誼基金會董事
- 澎湖海洋公民基金會董事
- 公共電視董事長
- 華視董事長

## 教育工作
- 政治大學教育系副教授，專長為教育政治學、教育行政、與質性研究，曾教授另類教育學、班級經營、課程與教學等課程。由於長年指導實習教師，對於年輕教育者們如何經歷磨練而成為一位獨當一面教師的過程，有最貼近現場的觀察。[1]
- 近年致力於台灣偏鄉教育的研究與實作計畫[2]。
- 為故鄉澎湖書寫一系列書籍。

## 公視訴訟案
- 2007年12月第四屆公視董事會成立，選舉鄭同僚擔任董事長，公共電視文化事業基金會第三屆董事。並因公視擁有華視83％股份，也兼任華視董事長，後因新聞局介入公視人事，任期屆滿前八十七天遭到撤換，因而捲入一場政治惡鬥，進入冗長的公視訴訟案。
- 2009年12月10日，監察院糾正新聞局（蘇俊賓任職新聞局長期間）操控公視董事選舉，新聞局不但未回應監察院的糾正，反而突然至公視作財務檢查，威脅解除董事長職務，4月20日士林地院裁定同意並執行新聞局的假處分，凍結董事長鄭同僚等七名董事職權。
- 鄭同僚有三位義務律師的協助，才可以與新聞局繼續打官司。[3]
- 2012年5月20日文化部成立，龍應台任部長，承接新聞局繼續提訴。
- 2012年7月24日，關於第四屆董事會之爭議，台灣高等法院最新民事裁定（101年度抗更(一)字第7號）指出：原新聞局所提對公視第四屆董事鄭同僚等六人的假處分原裁定，應予廢棄撤銷。文化部除非有顯著認為判決有不法之處，否則，不得再提抗告。承接新聞局訴訟的文化部再度敗訴。[4][5]
- 2017年6月13日，文化部不再對公視前董事鄭同僚等民事訴訟案提出上訴並在官網中發表致歉聲明，公視訴訟案歷經十年，終於在2017年落幕。

## 著作
- 2016，《花嶼村2號》，開學文化事業股份有限公司。
- 2013，《案山里100號》，我們出版社
- 2006，《老師爸爸札記》，高等教育出版社